# Ennio Fantastichini

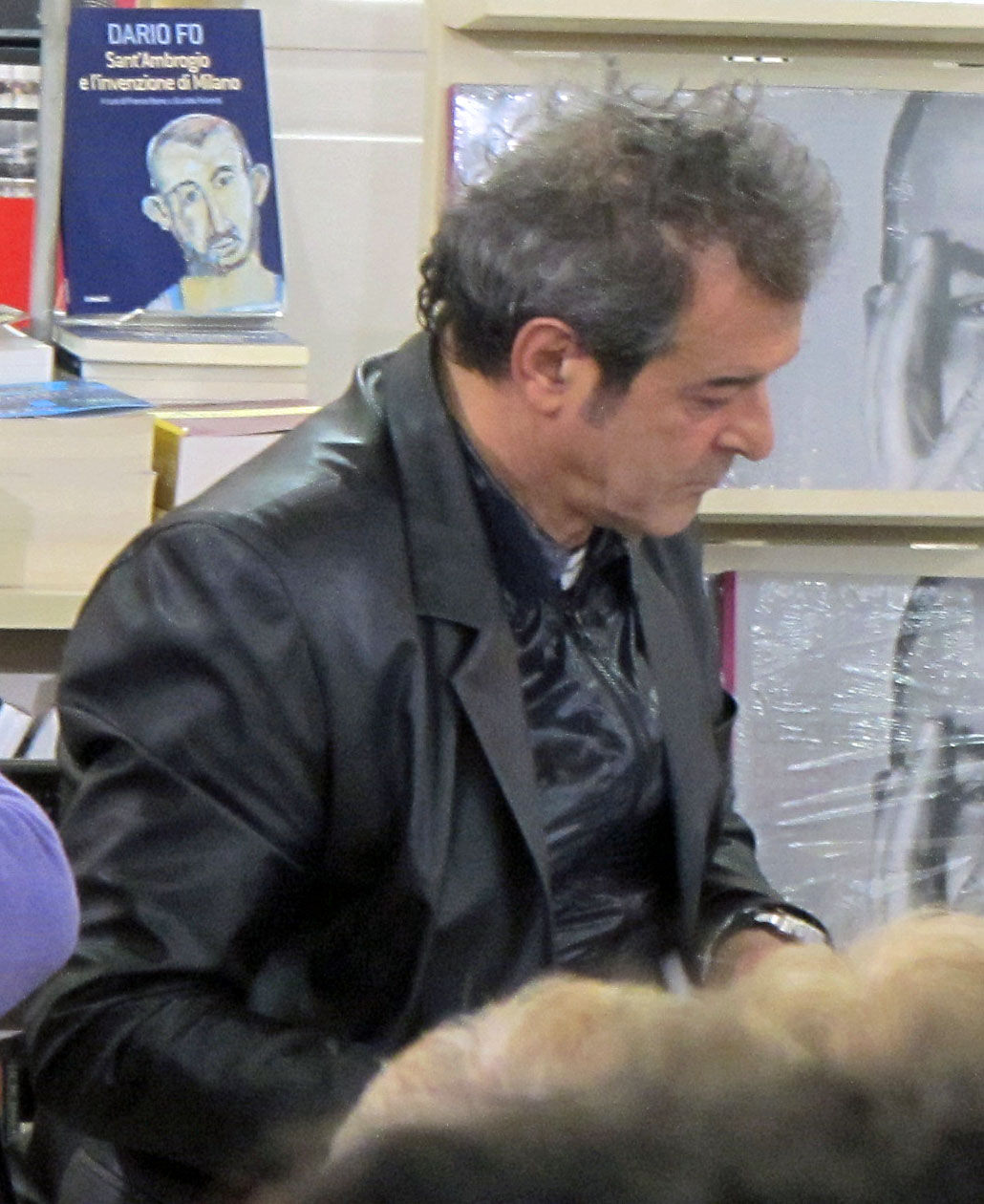
Ennio Fantastichini (2010)

Ennio Fantastichini (* 20. Februar 1955 in Gallese, Provinz Viterbo; † 1. Dezember 2018 in Neapel) war ein italienischer Filmschauspieler.

## Leben
Fantastichini wurde als jüngster von zwei Söhnen eines Carabiniere geboren und zog 1975 mit seiner Familie nach Fiuggi bei Rom, wo sein Vater das Kommando der dortigen Polizeistation übernahm. Sein um sechs Jahre älterer Bruder Piero Fantastichini ist heute ein bekannter Bildhauer und Künstler. Fantastichini studierte in Rom Schauspiel an der von Silvio D’Amico gegründeten Schauspielschule Accademia nazionale d’arte drammatica „Silvio D’Amico“, stand jedoch bereits im Alter von 15 Jahren auf der Theaterbühne.
Sein Debüt als Filmschauspieler gab er 1983 in dem Spielfilm Fuori dal giorno. Er stand in rund 70 Filmen und Fernsehserien vor der Kamera. Im Historienfilm I ragazzi di via Panisperna verkörperte er den Wissenschaftler Enrico Fermi, dem 2000 der Part des Herodes in Joseph von Nazareth folgte. Einen ebenfalls historischen Charakter stellte er 2002 dar, als er in der Miniserie Napoleon Joseph Bonaparte verkörperte. Im deutschsprachigen Raum wurde auch die Fernsehserie Allein gegen die Mafia bekannt, in der Fantastichini 1995, im Rahmen der siebten Staffel, zu sehen war.
Er starb am 1. Dezember 2018 im Alter von 63 Jahren an einer Hirnblutung im Polyklinikum Federico II in Neapel, wo er zuvor zwei Wochen lang wegen akuter Promyelozytenleukämie behandelt worden war.

## Filmografie (Auswahl)
- 1983: Fuori dal giorno
- 1990: Offene Türen (Porte aperte)
- 1990: La Stazione – Der Bahnhof (La stazione)
- 1991: 18 in einer Woche (18 anni tra una settimana)
- 1991: Ein einfacher Fall (Una storia semplice)
- 1991: Marianna, Lehrerin mit Leidenschaft (Una vita in gioco)
- 1992: Die geheimnisvolle Blonde (La bionda)
- 1992: Zeit der Angst (Il caso Dozier) (Fernsehfilm)
- 1993: Verschwörung im Dunkeln (A che punto è la notte) (Fernsehfilm)
- 1995: Allein gegen die Mafia 7 (La piovra) (Fernseh-Miniserie)
- 1997: Frank – Was Sie schon immer über Heiratsschwindel wissen wollten (Arlette)
- 2000: Joseph von Nazareth (Giuseppe di Nazareth) (Fernsehfilm)
- 2000: Die Bibel – Paulus (San Paolo) (Fernsehfilm)
- 2000: Der Traum der Rinaldis (Les Ritaliens) (Fernsehfilm)
- 2002: Napoleon (Napoléon) (Fernseh-Miniserie)
- 2004: Der Wille der Sterne (L'eretico – Un gesto di coraggio)
- 2005: Karol – Ein Mann, der Papst wurde (Karol, un uomo diventato Papa) (Fernsehfilm)
- 2007: Saturno Contro – In Ewigkeit Liebe (Saturno contro)
- 2009: Ich, Don Giovanni (Io, Don Giovanni)
- 2009: Sea Purple (Viola di mare)
- 2010: Männer al dente (Mine vaganti)
- 2014: Ti ricordi di me?
- 2014: Caserta Palace Dream (Kurzfilm)
- 2017: Una famiglia
- 2017: The Music of Silence (La musica del silenzio)
- 2018: Fabrizio de André: Principe libero

## Auszeichnungen
- 2010: Nastro d’Argento – Bester Nebendarsteller – Männer al dente